# Université pontificale catholique du Paraná
L'université pontificale catholique du Paraná (Pontifícia Universidade Católica do Paraná, ou PUCPR) est une université catholique privée sans but lucratif. Le campus principal est situé à Curitiba, la capitale de l’État du Paraná au Brésil. L'université à quatre autres campus situés dans les villes de Londrina, Maringá, São José dos Pinhais et Toledo du Paraná. Elle est administrée par les Frères Maristes. L'archevêque de Curitiba est le chancelier honorifique de l'université.

## Historique
Le campus de Curitiba a été le premier à être mis en place et abrite cinq unités académiques : le Centre pour les sciences biologiques et de la santé, le Centre des sciences exactes et de la technologie, le Centre des sciences juridiques et sociales, le Centre pour les sciences humaines et théologie et l'école de commerce. Les principaux bâtiments du campus sont la bibliothèque centrale, qui gère le système de bibliothèque intégré (ILS), les laboratoires de recherche, salles de classe et les amphithéâtres, un théâtre de 570 places, une usine pilote et un complexe sportif. Le Musée de zoologie, avec une collection de plus de 6 000 spécimens et d'un herbier avec environ 7 000 spécimens de plantes conservées sont situés sur le campus de Curitiba.

## Présentation
L'université compte 27 000 étudiants et offre 60 cours de premier cycle et deuxième cycle et plus de 150 cours de troisième cycle. Plus de 80 % du corps professoral détient une maîtrise ou un doctorat. Il y a 22 filières de maîtrise et au doctorat : sciences de la santé, droit, sciences animales, la gestion urbaine, philosophie, théologie, administration des affaires, le génie mécanique, la santé dentaire, ingénierie de production, l'éducation, la technologie informatique et la santé.